# Carolina di Nassau-Saarbrücken
Carolina di Nassau-Saarbrücken (12 agosto 1704 – Darmstadt, 25 marzo 1774) è stata contessa consorte del Palatinato-Zweibrücken.

## Biografia
Era figlia del conte Luigi Crato di Nassau-Saarbrücken (1663-1713) e di Filippina Enrichetta di Hohenlohe-Langenburg (1679-1751).
Il 21 settembre 1719, all'età di 15 anni, si sposò con il suo padrino, di 30 anni più vecchio, il conte palatino Cristiano III. Il matrimonio ebbe luogo nel castello di Lorenzen, nella città di Nassau.
Quando Cristiano III morì nel 1735, con il consenso dell'imperatore Carlo VI, assunze la reggenza per conto del figlio, all'epoca di cinque anni, mantenendola sino al raggiungimento della sua maggiore età. Dal 1744 al 1774 visse nel castello di Bergzabern.
Morì il 25 marzo 1774 a Darmstadt. La sua tomba si trova nella chiesa cittadina di Darmstadt.

## Discendenza
Carolina e Cristiano ebbero quattro figli:
- Carolina (1721-1774), nota come la "Grande langravina", sposò il langravio Luigi IX d'Assia-Darmstadt;
- Cristiano IV (1722-1775), conte e poi duca del Palatinato-Zweibrücken;
- Federico Michele (1724-1767), conte del Palatinato-Birkenfeld;
- Cristiana Enrichetta, sposò il principe Carlo Augusto Federico di Waldeck e Pyrmont.

## Ascendenza
|                                                   |                                              |                                            | Genitori                                                  |  |  | Nonni |  |  | Bisnonni                                    |  |  | Trisnonni                           |  |
|                                                   |                                              |                                            |                                                           |  |  |       |  |  | Wilhelm Ludwig, conte di Nassau-Saarbrücken |  |  | Ludwig II, conte di Nassau-Weilburg |  |
|                                                   |                                              |                                            |                                                           |  |  |       |  |  | Wilhelm Ludwig, conte di Nassau-Saarbrücken |  |  | Ludwig II, conte di Nassau-Weilburg |  |
|                                                   |                                              | Anna Maria von Hessen-Kassel               |                                                           |  |  |       |  |  | Wilhelm Ludwig, conte di Nassau-Saarbrücken |  |  |                                     |  |
| Gustav Adolf, conte di Nassau-Saarbrücken         |                                              |                                            |                                                           |  |  |       |  |  | Wilhelm Ludwig, conte di Nassau-Saarbrücken |  |  |                                     |  |
|                                                   |                                              | Anna Amalia von Baden-Durlach              | Georg Friedrich, margravio di Baden-Durlach               |  |  |       |  |  |                                             |  |  |                                     |  |
|                                                   |                                              | Anna Amalia von Baden-Durlach              | Georg Friedrich, margravio di Baden-Durlach               |  |  |       |  |  |                                             |  |  |                                     |  |
|                                                   |                                              | Anna Amalia von Baden-Durlach              | Juliane Ursula zu Salm-Neufville                          |  |  |       |  |  |                                             |  |  |                                     |  |
| Ludwig Kraft, conte di Nassau-Saarbrücken         |                                              | Anna Amalia von Baden-Durlach              |                                                           |  |  |       |  |  |                                             |  |  |                                     |  |
|                                                   |                                              | Kraft VII, conte di Hohenlohe-Neuenstein   | Wolfgang, conte di Hohenlohe-Neuenstein                   |  |  |       |  |  |                                             |  |  |                                     |  |
|                                                   |                                              | Kraft VII, conte di Hohenlohe-Neuenstein   | Wolfgang, conte di Hohenlohe-Neuenstein                   |  |  |       |  |  |                                             |  |  |                                     |  |
|                                                   |                                              | Kraft VII, conte di Hohenlohe-Neuenstein   | Magdalena von Nassau-Dillenburg                           |  |  |       |  |  |                                             |  |  |                                     |  |
| Eleonora Clara zu Hohenlohe-Neuenstein            |                                              | Kraft VII, conte di Hohenlohe-Neuenstein   |                                                           |  |  |       |  |  |                                             |  |  |                                     |  |
|                                                   |                                              | Sofia von Pfalz-Birkenfeld                 | Karl I, conte palatino di Zweibrücken-Birkenfeld          |  |  |       |  |  |                                             |  |  |                                     |  |
|                                                   |                                              | Sofia von Pfalz-Birkenfeld                 | Karl I, conte palatino di Zweibrücken-Birkenfeld          |  |  |       |  |  |                                             |  |  |                                     |  |
|                                                   |                                              | Sofia von Pfalz-Birkenfeld                 | Dorothea von Braunschweig-Lüneburg                        |  |  |       |  |  |                                             |  |  |                                     |  |
| Karoline von Nassau-Saarbrücken                   |                                              | Sofia von Pfalz-Birkenfeld                 |                                                           |  |  |       |  |  |                                             |  |  |                                     |  |
|                                                   | Philipp Ernst, conte di Hohenlohe-Langenburg | Wolfgang, conte di Hohenlohe-Neuenstein    |                                                           |  |  |       |  |  |                                             |  |  |                                     |  |
|                                                   | Philipp Ernst, conte di Hohenlohe-Langenburg | Wolfgang, conte di Hohenlohe-Neuenstein    |                                                           |  |  |       |  |  |                                             |  |  |                                     |  |
|                                                   | Philipp Ernst, conte di Hohenlohe-Langenburg | Magdalena von Nassau-Dillenburg            |                                                           |  |  |       |  |  |                                             |  |  |                                     |  |
| Heinrich Friedrich, conte di Hohenlohe-Langenburg | Philipp Ernst, conte di Hohenlohe-Langenburg |                                            |                                                           |  |  |       |  |  |                                             |  |  |                                     |  |
|                                                   |                                              | Anna Maria zu Solms-Sonnenwalde            | Otto, conte di Solms-Sonnenwalde                          |  |  |       |  |  |                                             |  |  |                                     |  |
|                                                   |                                              | Anna Maria zu Solms-Sonnenwalde            | Otto, conte di Solms-Sonnenwalde                          |  |  |       |  |  |                                             |  |  |                                     |  |
|                                                   |                                              | Anna Maria zu Solms-Sonnenwalde            | Anna Amalia von Nassau-Weilburg                           |  |  |       |  |  |                                             |  |  |                                     |  |
| Philippine Henriette zu Hohenlohe-Langenburg      |                                              | Anna Maria zu Solms-Sonnenwalde            |                                                           |  |  |       |  |  |                                             |  |  |                                     |  |
|                                                   |                                              | Wolfgang Georg, conte di Castell-Remlingen | Wolfgang II, conte di Castell-Remlingen                   |  |  |       |  |  |                                             |  |  |                                     |  |
|                                                   |                                              | Wolfgang Georg, conte di Castell-Remlingen | Wolfgang II, conte di Castell-Remlingen                   |  |  |       |  |  |                                             |  |  |                                     |  |
|                                                   |                                              | Wolfgang Georg, conte di Castell-Remlingen | Juliana zu Hohenlohe-Neuenstein                           |  |  |       |  |  |                                             |  |  |                                     |  |
| Juliane Dorothea zu Castell-Remlingen             |                                              | Wolfgang Georg, conte di Castell-Remlingen |                                                           |  |  |       |  |  |                                             |  |  |                                     |  |
|                                                   |                                              | Sophie Juliane von Hohenlohe-Pfedelbach    | Ludwig Eberhard, conte di Hohenlohe-Waldenburg-Pfedelbach |  |  |       |  |  |                                             |  |  |                                     |  |
|                                                   |                                              | Sophie Juliane von Hohenlohe-Pfedelbach    | Ludwig Eberhard, conte di Hohenlohe-Waldenburg-Pfedelbach |  |  |       |  |  |                                             |  |  |                                     |  |
|                                                   |                                              | Sophie Juliane von Hohenlohe-Pfedelbach    | Dorothea zu Erbach                                        |  |  |       |  |  |                                             |  |  |                                     |  |
|                                                   |                                              | Sophie Juliane von Hohenlohe-Pfedelbach    |                                                           |  |  |       |  |  |                                             |  |  |                                     |  |